# 1758

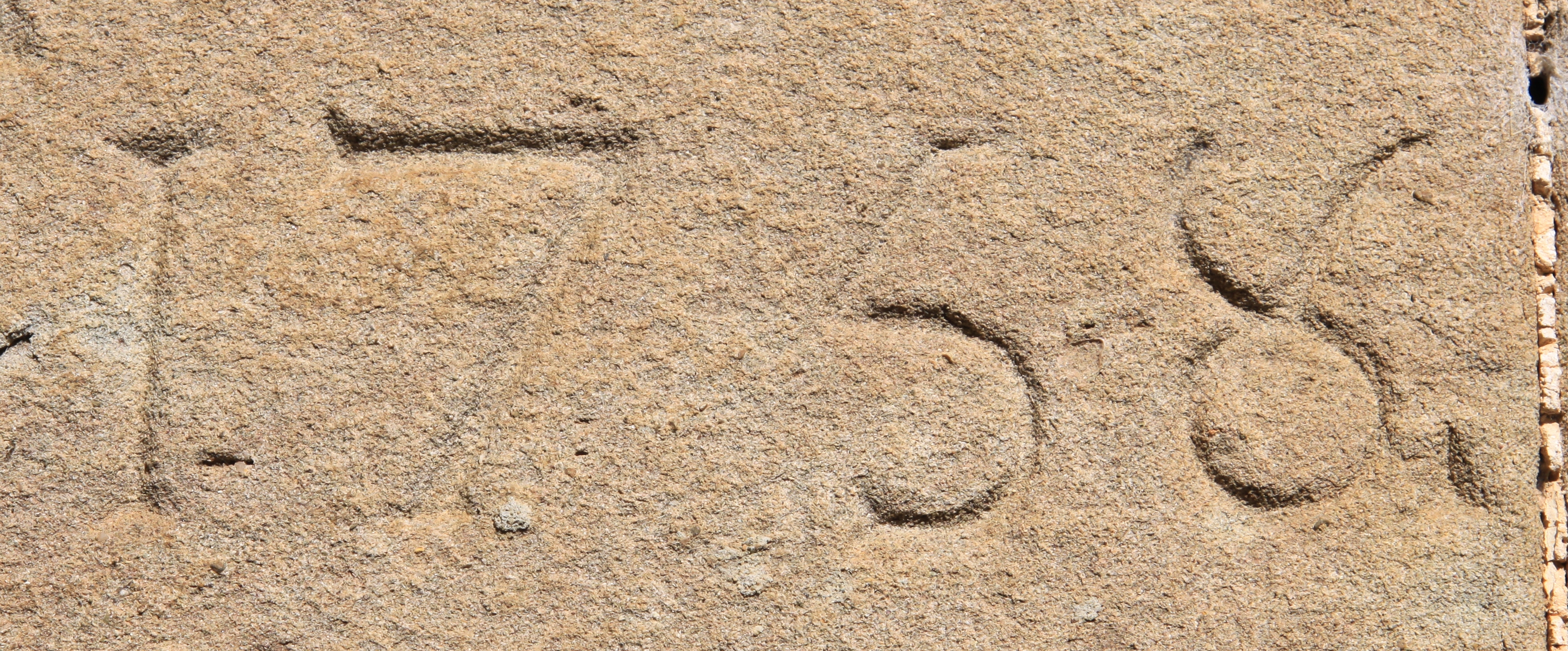
Llinda d'una casa del carrer del Pont de Santa Pau

## Esdeveniments
Països Catalans
Resta del món
- 23 de juny - Guerra dels Set Anys: Batalla de Krefeld - Les forces del Regne Unit derroten les tropes franceses a Krefeld, Alemanya.
- 6 de juliol - 8 de juliol - Ticonderoga (estat de Nova York, EUA): les tropes franceses guanyen tot i que tenien inferioritat de forces la batalla de Fort Carillon en el curs de la Guerra Franco-Índia.
- 26 de juliol - Louisbourg (Nova Escòcia, Canadà): la derrota francesa al Setge de Louisbourg va representar el final del seu domini a Amèrica del Nord durant la Guerra Franco-Índia.
- 25 d'agost - Kingston (Ontario, Canadà): els francesos es rendeixen al final de la batalla de Fort Frontenac en el curs de la guerra Franco-Índia.
- 14 de setembre - Fort Duquesne (Pittsburgh, EUA): els francesos i els seus aliats indis guanyen la batalla de Fort Duquesne durant la guerra Franco-Índia.
- 12 d'octubre - Fort Ligonier (Pennsilvània, EUA): els francesos van guanyar la batalla de Fort Ligonier en el curs de la Guerra Franco-Índia.
- 14 d'octubre - Hochkirch (Saxònia, Alemanya): el Sacre Imperi guanya la batalla de Hochkirch contra Prússia en el curs de la Guerra dels Set Anys.
- 25 de desembre - apareix el cometa 1P/Halley.
- Climent XIII succeeix a Benet XIV com papa.

## Naixements
Països Catalans
- 12 de gener - Sabadell: Antoni Bosch i Cardellach, metge, arxiver i historiador català.
- Barcelona: Salvador Xuriach i Bofill, constructor d'instruments musicals.

Resta del món
- 24 de febrer, Parma, Itàlia: Margherita Dall'Aglio, tipògrafa i empresària, dona de G. Bodoni, publicà el Manuale tipografico.[1]
- 28 d'abril: James Monroe, 5è President dels Estats Units (m. 1831).[2]
- 6 de maig:
  - Maximilien de Robespierre, revolucionari francès (m. 1794).
  - André Masséna, militar francès (m. 1817).
- 17 de juliol, Böhmisch Brod: Gottfried Johann Dlabacz, músic i religiós premonstratenc.
- 29 de setembre, Norfolk, Regne d'Anglaterra: Horatio Nelson, almirall britànic (m. 1805).
- 16 d'octubre: Noah Webster, lexicògraf nord-americà.
- 14 de novembre, Lieja, principat de Lieja: Francesc Josep Dewandre, escultor i arquitecte.
- 29 de novembre, Berlín: Fanny von Arnstein, salonnière vienesa (m. 1818).[3]
- Lisboa: Alberto José Gomes da Silva, compositor.

## Necrològiques
Països Catalans
Resta del món
- 3 de maig - Benet XIV, Papa de Roma (n. 1675).[4]
- 12 de desembre - París: Françoise de Graffigny, novel·lista, dramaturga i salonnière francesa (n. 1695).[5]
- Venècia: Rosalba Giovanna Carriera, pintora italiana d'estil rococó (n. 1675).[6]